# Relaciones República del Congo-República Democrática del Congo

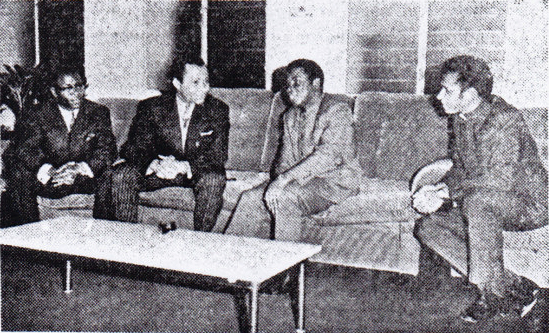
Reunión de oficiales de ambos países en 1970.

Las relaciones República del Congo-República Democrática del Congo o las relaciones Brazzaville-Kinshasa se refieren a las relaciones bilaterales de la República del Congo (Brazzaville) y la República Democrática del Congo (Kinshasa). Las dos naciones comparten la Cuenca del Congo del río Congo a partir del cual se nombran ambas naciones. Las ciudades capitales de las dos naciones, Brazzaville y Kinshasa, son las dos capitales más cercanas del mundo entre sí, después de Roma y la Ciudad del Vaticano, estando una frente a la otra a ambas márgenes del río Congo. Como países francófonos anteriormente gobernados por Bélgica y Francia, ambos Congos son Estados miembros de Organización Internacional de la Francofonía.

## Historia
Las relaciones entre los dos países fueron cordiales para la mayoría de la administración de Mobutu Sese Seko, pero cayeron al final de su régimen. Kinshasa desconfía de su vecino y afirma que Brazzaville está demasiado abierto a albergar disidentes políticos y rebeldes anti Kinshasa, mientras que Brazzaville afirma que Kinshasa carece de voluntad política para resolver sus propios problemas internos y acusa a Kinshasa de quejarse de cuestiones de seguridad relacionadas con su frontera común. pero no hacer nada para resolver estos problemas. Las tensiones entre los dos países aumentaron después de que Brazzaville se negó a extraditar al General Faustin Munene y al Sr. Udjani, que se refugiaron en Congo-Brazzaville y estuvieron vinculados al intento de golpe de Estado en la República Democrática del Congo de 2011 contra el presidente de Congo-Kinshasa, Joseph Kabila.